# Ron Foster (attore)
Ron Foster, nato Ronald R. Foster (Wichita, 19 febbraio 1930 – Placerville, 26 febbraio 2015), è stato un attore statunitense.

## Biografia
Le prime interpretazioni di Foster furono ventiquattro apparizioni dal 1957 al 1959, principalmente nel ruolo dell'agente Garvey nella serie televisiva di Broderick Crawford La pattuglia della strada. Foster ebbe anche cinque ruoli tra il 1959 e il 1960 nella serie della CBS Men Into Space nel ruolo del tenente Neil Templeton. Apparve tre volte in ruoli diversi dal 1959 al 1964 in Gli uomini della prateria della CBS, con Eric Fleming e Clint Eastwood. Dal 1964 al 1971 recitò in ruoli diversi in un'altra serie western, Bonanza della NBC. Apparve due volte nel 1957 in episodi nella prima stagione del western della NBC Carovane verso il West.
Una delle interpretazioni più memorabili di Foster è stata nei panni del sergente maggiore William Connors in Ai confini della realtà della CBS nell'episodio del 1963 Il Settimo è fatto di fantasmi, una storia di una moderna pattuglia militare che incontra prove scioccanti dalla Battaglia del Little Big Horn nel Montana. I suoi co-protagonisti nell'episodio sono Randy Boone e Warren Oates.
Nel 1957, Foster ha interpretato Kenny Hedges nell'episodio Jet Flight della serie di genere militare West Point. In questo periodo apparve in Death Valley Days nel ruolo di Siles Begg in Rough and Ready.
Nel 1959 è stato scelto per il ruolo di Steve nel film Diary of a High School Bride; ebbe poi ruoli da protagonista in diversi film a basso budget per il produttore Edward Small e il regista Edward L. Cahn, tra cui Cage of Evil e Bersaglio umano (entrambi del 1960).

## Filmografia parziale

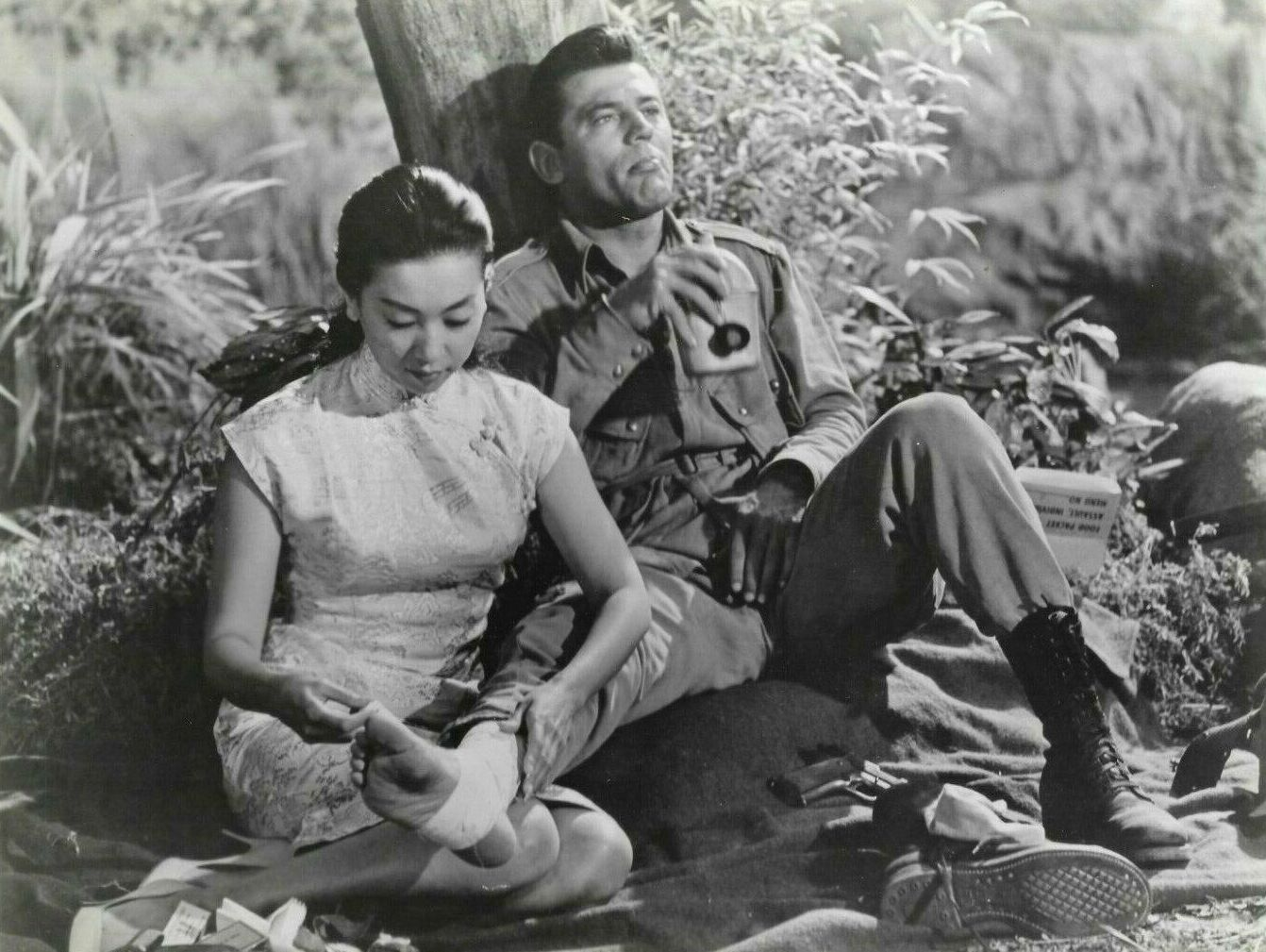
Ron Foster con Miiko Taka nel film Operation Bottleneck (1961)

### Cinema
- Bersaglio umano (The Walking Target), regia di Edward L. Cahn (1960)
- Operation Bottleneck, regia di Edward L. Cahn (1961)
- Lezioni maliziose (Private Lessons), regia di Alan Myerson (1981)

### Televisione
- Carovane verso il West (Wagon Train) – serie TV, 2 episodi (1957)
- West Point – serie TV, episodio 1x19 (1957)
- La pattuglia della strada (Highway Patrol) – serie TV (1957-1959)
- Flight – serie TV, 3 episodi (1958)
- Men Into Space – serie TV, episodio 1x07 (1959)
- Gli uomini della prateria (Rawhide) – serie TV, 3 episodi (1959-1964)
- Scacco matto (Checkmate) – serie TV, episodio 1x11 (1960)
- Ai confini della realtà (The Twilight Zone) – serie TV, episodio 5x10 (1963)
- Il virginiano (The Virginian) – serie TV, episodio 1x23 (1963)
- Sotto accusa (Arrest and Trial) – serie TV, episodio 1x20 (1964)
- Bonanza – serie TV (1964-1971)
- Ai confini dell'Arizona (The High Chaparral) – serie TV, episodio 1x25 (1968)